# Lijn D (metro van Lyon)
Lijn D van de metro van Lyon loopt van metrostation Gare de Vaise in het 9e arrondissement van de Franse stad Lyon tot metrostation Gare de Vénissieux in de voorstad Vénissieux. De lijn werd geopend in 1997, is 12,6 kilometer lang en heeft 15 haltes, en wordt op de lijnenkaart aangeduid met de kleur groen. Lijn D vervoert de meeste reizigers van de metro van Lyon, en is de drukste lijn van Frankrijk buiten Parijs. Op de lijn rijden volledig geautomatiseerde karakteristieke korte oranje treintjes, waar op de bestuurdersplaats bankjes staan voor reizigers. Deze treintjes rijden op banden, zoals bijna alle metro's in Lyon.

## Geschiedenis
De oost-westverbinding die later lijn D zou worden, wordt al in 1977 genoemd in ontwerpen voor het metrosysteem. Het gedeelte tussen Vieux Lyon en Grange Blanche staat dan al op de kaarten.
Het eerste deel van lijn D is geopend op 4 september 1991 tussen Gorge de Loup en Grange Blanche. De metrostellen hadden toen nog een bestuurder. Sinds 31 augustus 1992 wordt de gehele lijn volautomatisch bestuurd. Op 11 december van dat jaar wordt een verlenging vanaf Grange Blanche tot Gare de Vénissieux geopend. Op 28 april 1997 wordt de lijn vanaf Gorge de Loup verleng tot Gare de Vaise, en krijgt de lijn zijn huidige vorm.

## Tracé
Lijn D is een belangrijke oost-westverbinding in de stad Lyon, die het oude centrum (de wijk Vieux Lyon en het Presqu'île) verbindt met het belangrijkste ziekenhuiscomplex van de stad nabij halte Grange Blanche en met meerdere faculteiten. Bovendien bevinden zich aan de uiteinden van de lijn, bij Gare de Vaise, Gorge de Loup en Gare de Vénissieux, belangrijke multimodale knooppunten, met aansluitingen op het spoorwegnet en P+R-faciliteiten. Het is de diepste lijn van de stad.
In het westelijke gedeelte, tussen Gare de Vaise en Guillotière loopt het spoor door geboorde tunnelbuizen, met passages onder de rivieren de Saône en de Rhône, en de heuvel Fourvière. Tussen Guillotière en Gare de Vénissieux ligt het spoort in overdekte tunnelbakken onder verschillende straten en avenues.
Bij Gare de Vaise stopt de metro in een multimodaal verkeersknooppunt, dat de reiziger in staat stelt verder te reizen naar de wijken La Duchère en Saint Rambert, naar de Monts d'Or en het platteland ten noordwesten van de stad. Vervolgens bedient station Valmy het centrum van de wijk Vaise, en bij Gorge de Loup ligt een ander multimodaal verkeersknooppunt, waar er overgestapt kan worden voor bestemmingen in het westelijke deel van de agglomeratie. Dit station en Vieux-Lyon liggen van alle opeenvolgende stations het verst uit elkaar. De metro daalt af in een kaarsrechte tunnel van 1700 meter onder de heuvel Fourvière door naar het centrum van de stad.
Vieux Lyon - Cathédrale Saint-Jean is het diepstgelegen station van het netwerk. Aan de andere kant van de Saône ligt Bellecour, het drukste station van de stad onder Place Bellecour, waar er overgestapt kan worden op lijn A. Hierna gaat de lijn onder de Rhône door naar Guillotière waar er overgestapt kan worden op tramlijn 1. Vanaf daar loopt de lijn verder in een tunnelbak onder Cours Gambetta, op de grens van het IIIe en het 7e arrondissement, met een overstapmogelijkheid en een afsplitsing naar lijn B in station Saxe - Gambetta, en Cours Albert Thomas, tussen het IIIe en het 8e arrondissement, tot Grange Blanche. Daar buigt de lijn langzaam af naar het zuiden, richting het spoorwegstation van Vénissieux. Na Mermoz - Pinel rijdt de metro de gemeente Vénissieux binnen. Voor het eindstation is er een afsplitsing naar de Ateliers du Thioley, het depot en de onderhoudswerkplaats van de metrostellen.

## Architectuur
Verschillende haltes van lijn D onderscheiden zich door een bijzondere vormgeving.
- Valmy: Een van de laatst gebouwde stations van het systeem met meerdere bijzonderheden, waaronder de ligtgevende vloer op het eilandperron
- Gorge de Loup: Door een grote glazen wand valt er daglicht in het metrostation.
- Vieux Lyon - Cathédrale Saint-Jean: Het diepst gelegen station van Lyon heeft ronde plafonds en is van binnen bekleed met natuursteen.
- Garibaldi: Door een glazen wand in een gat in de grond aan de noordzijde van het station valt er daglicht naar binnen.
- Parilly: Door de zuilen en het naar binnen vallen van daglicht doet dit station denken aan een kerk.

Alle perrons hebben een lengte van ten minste 75 meter. Met deze lengte zouden in theorie vier gekoppelde metrostellen van het type MPL 85 ingezet kunnen worden. Door de beperkte hoeveelheid materieel worden de metrostellen echter gekoppeld in paren van twee gebruikt. In tegenstelling tot de meeste andere metrolijnen met automatische treinstellen, hebben de perrons van lijn D geen afscheiding tussen de perrons en de sporen. Door een tapijt van infraroodstralen worden voorwerpen (en eventueel personen) die op het spoor vallen gedetecteerd en wordt het verkeer stilgelegd tot het probleem op is gelost.

## Materieel
Aanvankelijk was het de bedoeling op lijn D hetzelfde materieel te gebruiken als op lijn A en B, de MPL 75. Later is gekozen voor een geautomatiseerde metro, met een speciaal voor deze lijn ontworpen metrostel, de MPL 85. Vanaf de opening op 28 april 1997 tot augustus 1998 zijn er nog bestuurders in deze treinstellen, sindsdien rijden ze volautomatisch volgens het systeem MAGGALY (Métro Automatique à Grand Gabarit de l'Agglomération Lyonnaise). Het was een van de eerste automatische metrolijnen ter wereld. De lijn wordt gecontroleerd door 3 werknemers in een controlekamer in het hoofdkantoor van Sytral in La Part-Dieu.
De MPL85 bestaat uit twee aangedreven wagons, die gekoppeld in paren van twee de dienstregeling uitvoeren. In totaal zijn er 36 van deze eenheden, die elk plaats bieden aan 291 personen.

## Exploitatie
Net als de rest van het openbaar vervoer van Lyon wordt lijn D uitgebaat door TCL. Dit is een merknaam van Keolis die de exploitatie uitvoert in opdracht van de publieke instelling Sytral. Lijn D is de drukste lijn van de stad: per dag worden er tot 295.000 reizen afgelegd met de lijn.
Het gehele traject is 12,6 kilometer lang, waar een metro gemiddeld 24 minuten en 23 seconden over doet. In de spitsuren komt er elke 1 minuut en 50 seconden een trein langs, buiten de spitsuren is dat elke 2 minuut en 50 seconden, en in de avonduren elke 5 minuut en 30 seconden. Tijdens het spitsuur rijden er 29 metro's tegelijkertijd.
Gare de Vaise · Valmy · Gorge de Loup · Vieux Lyon - Cathédrale Saint-Jean · Bellecour · Guillotière · Saxe - Gambetta · Garibaldi · Sans-Souci · Monplaisir - Lumière · Grange Blanche · Laënnec · Mermoz - Pinel · Parilly · Gare de Vénissieux